# 25-я пехотная дивизия (Болгария)
25-я пехотная дивизия (болг. Двадесет и пета пехотна дивизия) — воинское формирование Болгарии, участвовавшее во Второй мировой войне.

## История
Сформирована в сентябре 1942 года в Русе. В состав дивизии вошли 71-й, 72-й, 75-й и 76-й пехотные полки. Штаб дивизии в начале октября 1942 года был переименован в штаб Фронта прикрытия в Сербии. В марте 1943 года дивизия была переведена в 1-й оккупационный корпус ещё с тремя дивизиями.
25-я дивизия была распущена в мае 1943 года и собрана заново 1 июля в Пожареваце, влившись снова в 1-й оккупационный корпус. 29 июня 1943 в дивизии был образован 69-й пехотный полк, гарнизон дивизии перебрался в Петровац. 1 июля был создан 70-й пехотный полк, также включённый в дивизию (в то время в составе дивизии были 69-й и 70-й пехотные полки, а также корпусный артиллерийский полк. 23 июля 1943 командиром дивизии был назначен полковник пехотной инспекции Иван Рафаилов.
25 декабря 1943 Рафаилов был переведён в 7-ю рилскую дивизию, а его место занял командир той же седьмой дивизии генерал-майор Никола Грозданов. В 1944 году Грозданов был назначен командиром 8-й тунджанской дивизии, а 25-ю дивизию возглавил командир 22-го фракийского пехотного полка полковник Кирилл Валявичарский. В начале сентября 1944 года дивизия вступила в бои с германскими войсками. В октябре дивизию распустили.

## Командиры
| №  | Звание        | Имя                  | Время                          |
| -- | ------------- | -------------------- | ------------------------------ |
| 1. | полковник     | Иван Рафаилов        | 23 июля 1943 — 25 декабря 1943 |
| 2. | генерал-майор | Никола Грозданов     | 25 декабря 1943 — 1944         |
| 3. | полковник     | Кирилл Валявичарский | 1944 — 13 сентября 1944        |